# Number 9 Dream
#9 Dream (englisch Traum Nummer 9) ist ein Lied von John Lennon aus dem Jahr 1974, das von ihm geschrieben und produziert wurde. Es erschien am 16. Dezember 1974 als Single-Auskopplung des Albums Walls and Bridges.

## Hintergrund

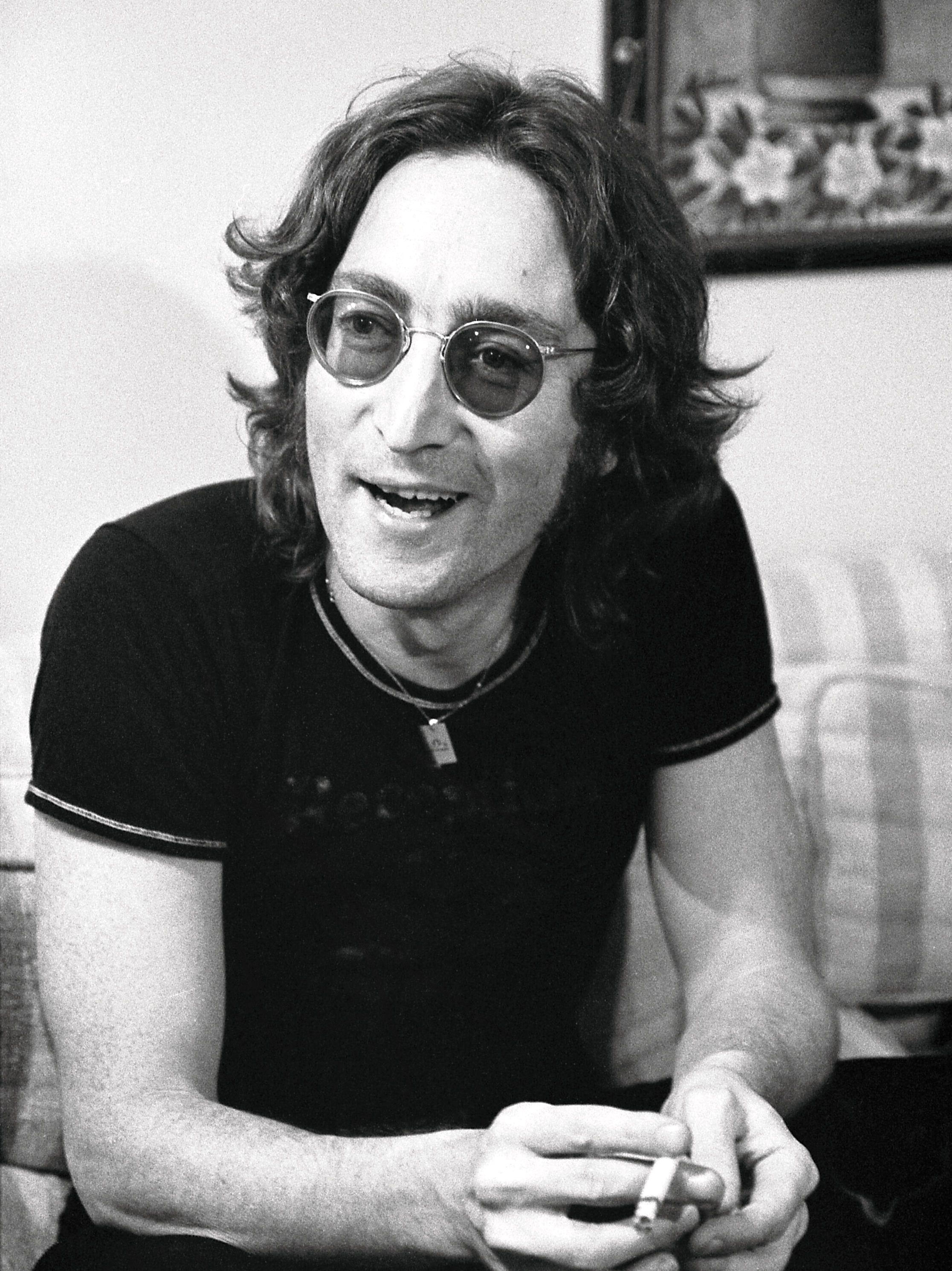
John Lennon, 1974

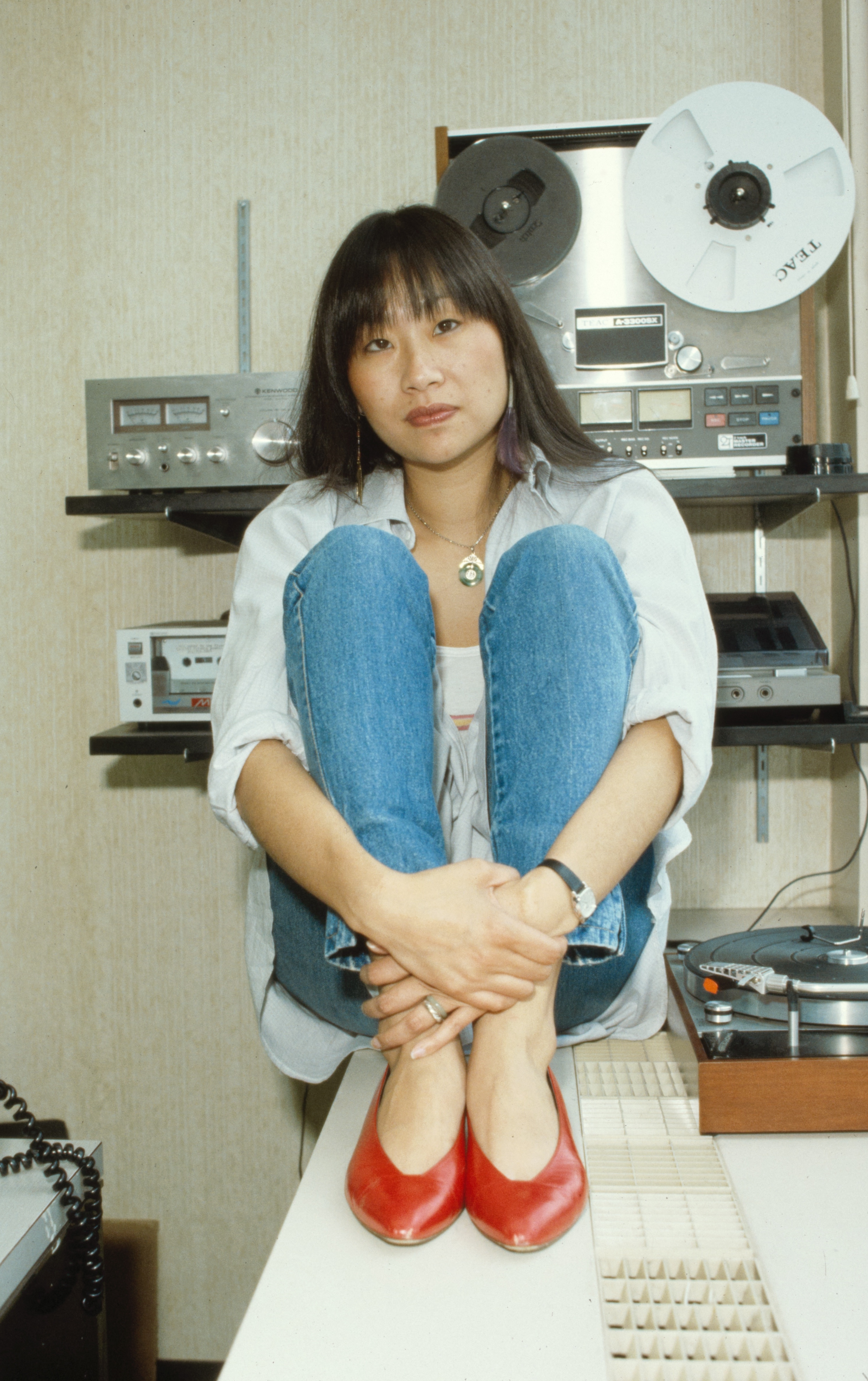
May Pang im Jahr 1983

In ihrer Autobiografie Geliebter John behauptet Lennons damalige Lebensgefährtin May Pang, dass er das Stück als letzten Titel für sein Album fertigstellte. Lennon hatte kurz zuvor das Album Pussy Cats für Harry Nilsson produziert. Dabei hatte er unter anderem ein Streicherarrangement für Nilssons Coverversion der Jimmy-Cliff-Komposition Many Rivers to Cross geschrieben. Auf diesem Streicherarrangement basiert die Melodie von #9 Dream. Laut Pang hatte Lennon zunächst nur die drei Worte „So long ago“ und eine kleine Demoaufnahme aus dem frühen Sommer 1974. Im Frühsommer 1974 nahm Lennon eine Reihe von Home-Demos mit Songs auf, von denen einige auf Walls and Bridges kamen. Das erste erwähnte Demo war ein unvollendetes Fragment. Lennon nahm ein weiteres Demo auf einer akustischen Gitarre auf. Der Text hatte begonnen, Traumbilder zu enthalten, aber der Refrain stand noch nicht fest. Die Idee für den Refrain des Liedes bekam Lennon durch einen Traum, in dem die ganze Zeit die Nonsens-Worte „Ah bowakawa pousse pousse“ zu hören waren. Einige Tage später hatte Lennon den Text und die Melodie vervollständigt. Die Hintergrundstimme, die an mehreren Stellen „John“ ruft, stammt von May Pang. Laut Pang hatte das Lied die Arbeitstitel So Long Ago und Walls & Bridges, bevor es seinen letztendlichen Namen bekam. Dieser bezieht sich einerseits auf den Inhalt („Dream“) und andererseits auf die Zahl 9, von der Lennon besonders fasziniert war. So nahm er 1968 das Lied Revolution 9 für das Album The Beatles auf.
May Pang sagte über das Lied #9 Dream: „Dies war eines von Johns Lieblingsliedern, weil es ihm buchstäblich in einem Traum einfiel. Er wachte auf und schrieb diese Worte zusammen mit der Melodie auf. Er hatte keine Ahnung, was es bedeutete, aber er fand, dass es schön klang. John hat die Streicher so arrangiert, dass der Song wirklich wie ein Traum klingt. Es war der letzte Song, der für das Album geschrieben wurde, und durchlief ein paar Titeländerungen: "So Long Ago" und "Walls & Bridges".“
John Lennon hatte im Nachhinein eine eher nicht so positive Erinnerung, er sagte 1980 gegenüber der BBC: „Das nenne ich handwerkliches Schreiben, das heißt, ich habe das einfach am laufenden Band produziert. Ich lege es nicht aus der Hand, es ist einfach, wie es ist, aber ich habe mich einfach hingesetzt und es geschrieben, weißt du, ohne wirkliche Inspiration, basierend auf einem Traum, den ich hatte.“

## Aufnahme
Die Aufnahmesessions für #9 Dream fanden im Juli/August 1974 in dem Studio Record Plant-East, in New York, USA statt, wobei John Lennon als Produzent fungierte. Shelly Yakus, Jim Lovine und Roy Cicala waren die Toningenieure der Aufnahme. 
Nachdem der Grundtrack aufgenommen war, kam ein Streicher-Arrangement von Ken Ascher hinzu, ebenso wie die Backing-Vocals von "The 44th Street Fairies": Lennon, Pang, Lori Burton und Joey Dambra.
Jim Lovine sagte zu den Aufnahmen: „Auf '#9 Dream' ist das ein unglaublicher Vocal-Sound. Es gibt eine Menge sehr interessanter Dinge, die mit diesem Gesangssound gemacht wurden, um ihn so klingen zu lassen. Es gab so viel Echo auf seiner Stimme im Mix, Verdopplungen und Bandverzögerungen.“
Besetzung:
- John Lennon: Gesang, Akustische Gitarre, Arrangement
- Nicky Hopkins: Elektronisches Piano
- Jesse Ed Davis: E-Gitarre
- Eddie Mottau: Akustische Gitarre
- Kenneth Ascher: Clavinet, Arrangement
- Klaus Voormann: E-Bass
- Arthur Jenkins: Perkussion
- Jim Keltner: Schlagzeug
- Bobby Keys: Saxophon
- May Pang, Lori Burton, Joey Dambra: Backing Vocals
- New Yorker Philharmoniker: Streichinstrumente

## Coverversionen
Es gibt 16 Coverversionen von #9 Dream. 
Das Lied wurde mehrmals von anderen Musikern wiederaufgenommen. Die US-amerikanische Rockband R.E.M. veröffentlichte 2007 eine Coverversion für das Kompilationsalbum Make Some Noise – The Amnesty International Campaign to Save Darfur. Auf der alternativen Version des Albums, die außerhalb der USA veröffentlicht wurde, ist auch eine Fassung der Gruppe a-ha enthalten. Andrea Corr veröffentlichte ihre Version des Stücks 2011 auf ihrem zweiten Soloalbum Lifelines.

## Chartplatzierungen
Trotz relativ guter Platzierung erreichte #9 Dream nicht den Erfolg der Vorgängersingle. Im deutschsprachigen Bereich konnte es sich nicht in den Charts platzieren. Zufälligerweise erreichte #9 Dream den neunten Platz in den US-amerikanischen Charts.
| ChartsChartplatzierungen       | Höchstplatzierung | Wochen |
| ------------------------------ | ----------------- | ------ |
| Vereinigtes Königreich (OCC)   | 23 (8 Wo.)        | 8      |
| Vereinigte Staaten (Billboard) | 9 (12 Wo.)        | 12     |

## Musikvideo
Neben der reinen Musikveröffentlichung ist auch ein Promo-Video zu #9 Dream entstanden. Es zeigt neben kurzen, stark verlangsamten Szenen auch Ausschnitte des Experimentalfilms Imagine aus dem Jahr 1971. Auffällig ist, dass im ersteren nicht May Pang, sondern Yoko Ono neben Lennon zu sehen ist. Das hat den Grund, dass er sich zur Zeit des Drehs bereits von Pang getrennt hatte und wieder eine Beziehung mit Yoko Ono führte.

## Nachwirkung
Der britische Schriftsteller David Mitchell spielte mit dem Namen seines im Jahr 2001 erschienenen zweiten Buches number9dream auf Lennon an.

## Veröffentlichung
- Am 26. September 1974 erschien das Album Walls and Bridges auf dem sich #9 Dream befindet.
- Als zweite Single wurde am 16. Dezember 1974 aus dem Album #9 Dream / What You Got in den USA und Deutschland[9] und am 31. Januar 1975 in Großbritannien ausgekoppelt.
- Die Promotionsingle wurde in den USA wie folgt veröffentlicht: auf der A-Seite befindet sich die gekürzte Monoversion von #9 Dream und auf der B-Seite die gekürzte Stereoversion der A-Seite (2:58) der Kaufsingle.[10] Von der B-Seite What You Got wurden ebenfalls in den USA Promotionsingles hergestellt.[11]
- #9 Dream befindet sich auf folgenden John Lennon-Kompilationsalben: The John Lennon Collection (die LP-version enthält eine gekürzte Version von #9 Dream), Lennon, Lennon Legend: The Very Best of John Lennon, Instant Karma: All-Time Greatest Hits, Working Class Hero: The Definitive Lennon, Remember, Gimme Some Truth, John Lennon Collector’s Edition, Power to the People: The Hits, Signature Box.
- Am 22. November 2005 wurde das Album Walls and Bridges in einer remasterten und in einer teilweise neu abgemischten Version wiederveröffentlicht. Die Neuabmischung erfolgte im Jahr 2005 in den Abbey Road Studios unter der Aufsicht von Yoko Ono. Der Remix-Ingenieur war Peter Cobbin.
- Am 9. Oktober 2020 erschien das Kompilationsalbum GIMME SOME TRUTH., das neuabgemischte Lieder beinhaltet, so auch #9 Dream.